# Henri Coppens
Henri Coppens (Amberes, 29 de abril de 1930 - Wilrijk, 5 de febrero de 2015) fue un entrenador y jugador de fútbol que jugaba en la demarcación de delantero.

## Biografía
Debutó como futbolista en 1946 con el K Beerschot VAC. Jugó en el equipo un total de quince temporadas. Además, en 1954, fue elegido el mejor jugador belga de la liga, obteniendo así el Zapato de Oro. Además fue también el máximo goleador de la Primera División de Bélgica en 1952 y en 1954. Tras 389 partidos y 261 goles. Posteriormente fichó por el Olympic Charleroi por un año. También jugó para el KVV Crossing Elewijt, K. Berchem Sport y para el K. Tubantia Borgerhout VK con quien se retiró en 1970. En total marcó 301 goles, siendo hasta la fecha el quinto máximo goleador de la historia en la liga belga. Tras su retiro ejerció el cargo de entrenador para el K. Berchem Sport en dos ocasiones, K Beerschot VAC, Club Brujas y de nuevo para el K Beerschot VAC, último club que entrenó en 1984.
Falleció el 5 de febrero de 2015 en Wilrijk a los 84 años de edad.

## Selección nacional
Jugó un total de 47 partidos con la selección de fútbol de Bélgica. Debutó el 13 de marzo de 1949 contra los Países Bajos en un partido amistoso que finalizó por empate a tres. Además jugó la clasificación para la Copa Mundial de Fútbol de 1954, jugando posteriormente el mundial tras haberse clasificado. Jugó tan sólo dos partidos en el campeonato —contra Inglaterra, donde marcó un gol, y contra Italia—, y la clasificación para la Copa Mundial de Fútbol de 1958 contra Islandia, donde marcó dos goles. Jugó su último partido para la selección el 4 de octubre de 1959 contra los Países Bajos en un partido amistoso. Hasta la fecha es el décimo máximo goleador de la historia con la selección belga.

### Participaciones en Copas del Mundo
| Mundial                        | Sede  | Resultado      | Partidos | Goles |
| ------------------------------ | ----- | -------------- | -------- | ----- |
| Copa Mundial de Fútbol de 1954 | Suiza | Fase de grupos | 2        | 1     |

## Clubes

### Como futbolista
| Club                      | País    | Año         | Partidos | Goles |
| ------------------------- | ------- | ----------- | -------- | ----- |
| K Beerschot VAC           | Bélgica | 1946 - 1961 | 389      | 261   |
| Olympic Charleroi         | Bélgica | 1961 - 1962 | 27       | 3     |
| KVV Crossing Elewijt      | Bélgica | 1962 - 1967 | 121      | 32    |
| K. Berchem Sport          | Bélgica | 1967 - 1969 | 45       | 8     |
| K. Tubantia Borgerhout VK | Bélgica | 1969 - 1970 | 13       | 0     |

### Como entrenador
| Club             | País    | Año         |
| ---------------- | ------- | ----------- |
| K. Berchem Sport | Bélgica | 1971 - 1974 |
| K Beerschot VAC  | Bélgica | 1974 - 1978 |
| K. Berchem Sport | Bélgica | 1978 - 1981 |
| Club Brujas      | Bélgica | 1981 - 1982 |
| K Beerschot VAC  | Bélgica | 1982 - 1984 |

## Palmarés

### Distinciones individuales
| Título                                            | Club            | País    | Año  |
| ------------------------------------------------- | --------------- | ------- | ---- |
| Zapato de Oro                                     | K Beerschot VAC | Bélgica | 1954 |
| Máximo goleador de la Primera División de Bélgica | K Beerschot VAC | Bélgica | 1953 |
| Máximo goleador de la Primera División de Bélgica | K Beerschot VAC | Bélgica | 1955 |